# Azteca depilis
Azteca depilis este o specie de furnică din genul Azteca. Descrisă de Emery în 1893, specia este endemică pentru America de Sud.